# Sun Ra
Sun Ra (Herman Sonny Blount, Birmingham, Estados Unidos, 22 de mayo de 1914-Ídem, 30 de mayo de 1993) fue un músico de jazz estadounidense. Figura destacada de la vanguardia jazzística (en sus vertientes experimental, de free jazz y de fusión), tocó el órgano, el piano y el teclado, además de liderar la Sun Ra Arkestra.
Sun Ra fue igualmente un prolífico escritor de poesías, que aparecían en las portadas de los discos o en fanzines editados por él mismo. 

## Reseña biográfica
De formación autodidacta, aprendió a escribir música a los diez años. Tras algunas experiencias musicales en su ciudad natal, se trasladó a Chicago, donde muy pronto suscitó el interés de los círculos jazzísticos de la ciudad. Fue “fichado” por la big band de Fletcher Henderson como arreglista y pianista, y tocó con gran cantidad de músicos de renombre en aquellos años.
Su carrera solista la inició a finales de los años 40 y principios de los 50 con la formación de pequeños grupos (tríos y cuartetos) con los que actuaba en los locales de entretenimiento de Calumet City, la ciudad de entretenimiento cercana a Chicago donde proliferaban los clubes y casinos. 
Muy pronto cambió su nombre por el de Sony’r Ra y, poco después, por el de Sun Ra, que llegaría a figurar en su pasaporte. Y también enseguida, con un núcleo de músicos fieles, formaría la legendaria Sun Ra Arkestra, en activo desde los años 50 hasta la actualidad, aún después del fallecimiento de su fundador. 
La Arkestra estuvo siempre influida por la filosofía de Sun Ra, con raíces en la ciencia ficción y los viajes espaciales, en el antiguo Egipto y en teorías filosóficas cabalísticas, siendo en realidad la única banda de jazz basada más en la filosofía que en la música propiamente dicha. Sus apariciones en el escenario constituían un espectáculo único debido a los vestuarios extravagantes, a la mezcla de las distintas ramas del jazz y a la incorporación de elementos audiovisuales, siendo pioneros en este campo.
Sun Ra fue el primer músico de jazz en utilizar todo tipo de instrumentos electrónicos aparte del piano clásico: el piano eléctrico aparece en discos de 1956, y usaría posteriormente instrumentos como el rocksichord, los primeros minimoog, el clavioline, la celesta, los primeros sintetizadores polifónicos, etc. Sun Ra fue también el primer músico de jazz en crear su propio sello discográfico, Saturn Records, a fin de tener libertad para publicar la música que quisiera.
La Sun Ra Arkestra se formó a finales de los 50 en torno a Sun Ra, con el saxofonista tenor John Gilmore, el trombonista Julian Priester (n. 1935), el saxo barítono Pat Patrick (1929-1991) y el alto Marshall Allen (n. 1924), actualmente director de la banda. Durante los años en que la Arkestra tuvo su sede en Chicago, su repertorio incluía estándares y composiciones propias en un estilo cercano al hard bop, pero ya se intuían elementos claves de su estilo, arreglos futuristas y la gran importancia concedida a la percusión.
A principios de los 60, la banda se traslada a Nueva York. Fieles a sus principios, viven de forma comunal, dedicados por completo a ensayar y tocar en cualquier club donde se les admita. Sun Ra siempre trató de influir en las vidas privadas de sus músicos, apartándoles de las mujeres, las drogas y el alcohol como si se tratara de un grupo de discípulos alrededor de su gurú. En el aspecto musical, el traslado a Nueva York puso a la banda en el centro de la revolución del jazz de los primeros 60, el llamado free jazz, y en esta época se editaron –siempre en su sello Saturn– los discos más rompedores desde el punto de vista musical: improvisaciones colectivas de una banda de 12 o 14 músicos, solos de sintetizador y unos espectáculos donde había desde bailarinas hasta comefuegos. 
A principios de los 70, la banda hace sus primeras giras por Europa y la primera de sus visitas a Egipto, donde se graban algunos de los discos más imprescindibles para sus seguidores. Es también en estos años donde el estilo de Sun Ra vuelve a sufrir un cambio, orientándose más a una música más eléctrica cercana al acid jazz. Por esta misma época la banda traslada su residencia desde Nueva York a Filadelfia.
A finales de los 70 y principios de los 80, Sun Ra, quien siempre afirmó haber venido del planeta Saturno en un pasado remoto y permanecer en este planeta para el cumplimiento de la misión de salvar a la humanidad mediante la música, decide un nuevo cambio de estrategia, y empiezan a ser más frecuentes en su repertorio las versiones de clásicos como Duke Ellington, Fletcher Henderson y otros, versiones impregnadas de su especial sentido filosófico y musical que definen un estilo mucho menos vanguardista. Es la época dorada de la banda, en la que tras décadas de existencia con ensayos intensivos por parte de los mismos músicos constituye una unidad sin fisuras donde cada cual tiene su papel perfectamente asignado. Las giras por todo el continente europeo se suceden sin interrupción –en Europa tienen más público que en su propio país– y por primera vez aparecen grabaciones de la banda en discográficas que pueden ofrecer mejor distribución que los Saturn, vendidos fundamentalmente tras los conciertos y que por tanto son inaccesibles a la mayor parte de los aficionados.
Durante los 80, Sun Ra perseveró en este estilo más accesible, llegó a ofrecer conciertos enteros con versiones de clásicos de Disney, y publicó gran cantidad de discos. En 1991 sufrió una embolia que le paralizó medio cuerpo, pero siguió con su ajetreada vida de músico en constante gira, tocando el piano o los teclados electrónicos con la mano derecha. En 1993 sufrió una segunda embolia, y falleció el 30 de mayo tras unas semanas de agonía en su ciudad natal.

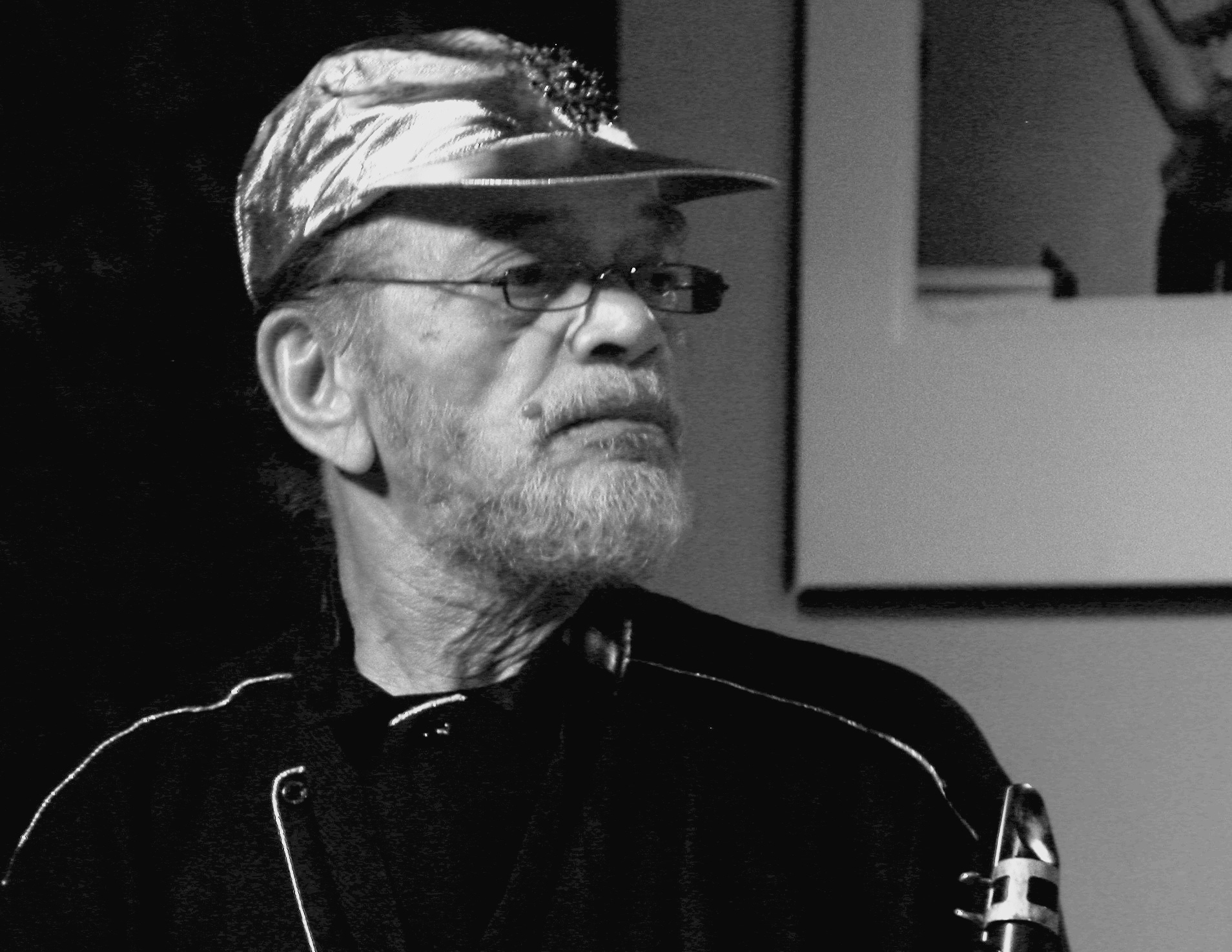
Marshall Allen

La Sun Ra Arkestra se puso entonces bajo la batuta de John Gilmore, que también murió unos meses después, y posteriormente bajo la de Marshall Allen, quien, a punto de cumplir ya los 92 años en el 2016, sigue extendiendo el legado de su mentor por todo el mundo.

## Selección discográfica
- 1957: Sound of Joy (Delmark)
- 1958: Visits Planet Earth (Impulse!)
- 1959: The Nubians of Plutonia (Impulse!)
- 1960: Fate in a Pleasant Mood
- 1965: The Heliocentric Worlds of Sun Ra, Vol. 1 (Calibre)
- 1966: Nothing Is [Get Back/Calibre]	(ESP) Archivado el 19 de agosto de 2016 en Wayback Machine.
- 1967: Atlantis (Saturn)
- 1968: Outer Spaceways, Incorporated	(Black Lion/Da Music/Ka)
- 1970: The Solar Myth Approach, Vol. 2 (Affinity)
- 1972: Space Is the Place [Impulse!]	(GRP)
- 1977: Unity	(Horo)
- 1978: Lanquidity (Evidence)
- 1979: Nuclear War
- 1980: Sunrise in Different Dimensions [en vivo] (hatHUT)
- 1980: Sleeping Beauty (Saturn)
- 1986: Reflections in Blue (Black Saint)
- 1988: Blue Delight (A&M)
- 1990: Mayan Temples	(Black Saint)
- 2003: Nuits de la Fondation Maeght [en vivo] (Universe)
- 2003: Solo Piano Recital: Teatro La Fenice Venizia [en vivo] (Golden Years of New)